# کلید گریز

نشان استاندار کلید گریز

کلید اسکیپ یا Esc یا گریز، صفحه کلید رایانه در سال ۱۹۶۰ متولد شد و کلید گریز به یک «قطع کننده یا متوقف کننده» بدل شد، کلیدی که به رایانه می‌گوید، ادامه نده و کار را همین جا متوقف کن

## تاریخچه ساخت
صفحه کلید رایانه در سال ۱۹۶۰ متولد شد، زمانی که یک برنامه نویس آی‌بی‌ام به نام باب بمر (Bob Bemer) در حال تلاش برای رفع مشکل Tower of Babel بود. رایانه‌های تولیدی شرکت‌های مختلف به روش‌های گوناگونی با کدها ارتباط برقرار می‌کردند. کلید گریز اختراع شده توسط بمر، روشی بود که برنامه نویسان برای سوئیچ کردن بین یک کد به کد دیگری استفاده می‌کردند. کمی بعد و زمانی که کدهای کامپیوتری به رهبری خود بمر صورت گرفت، استاندارد شدند. کلید ESC به یک «قطع کننده یا متوقف کننده» بدل شد.